# Octospora convexula
Octospora convexula är en svampart som först beskrevs av Christiaan Hendrik Persoon, och fick sitt nu gällande namn av L.R. Batra 1963. Octospora convexula ingår i släktet Octospora och familjen Pyronemataceae.   Inga underarter finns listade i Catalogue of Life.